# David O'Brien
David O'Brien (Australia, 28 de enero de 1983) es un nadador australiano retirado especializado en pruebas de larga distancia en aguas abiertas, donde consiguió ser medallista de bronce mundial en 1991 en los 25 km en aguas abiertas.

## Carrera deportiva
En el Campeonato Mundial de Natación de 1991 celebrado en Perth (Australia), ganó la medalla de bronce en los 25 km en aguas abiertas, con un tiempo de 5:08:53 segundos, tras el estadounidense Chad Hundeby  (oro con 5:01:45 segundos) y el italiano Sergio Chiarandini  (plata con 5:03:18 segundos).